# Šolta
Šolta je otok u srednjoj Dalmaciji (Južna Hrvatska), nedaleko od Splita, zapadno od Brača, površine 58,98 km², koji administrativno pripada Splitsko-dalmatinskoj županiji.
Najviši vrh na otoku, Vela straža, nalazi se na nadmorskoj visini od 237 m, kod Gornjeg sela. Uz otok Šoltu, kod mjesta Maslinica, nalazi se još sedam otočića. Glavno mjesto na otoku su Grohote. Za istaknuti je bogatstvo flore i posebno faune (preko 100 vrsta ptica, divlje svinje, zečevi, itd.). Otok je naseljen od prapovijesti, a prvi put ga spominje Pseudo-Skilak u 4. st. pr. Kr. pod imenom Olyntha. Kasnije nosi ime Osolenta. Dolaskom Hrvata se ime kroatizira u oblik Sulet. Otok nosi to ime do novog vijeka, kad pod utjecajem mletačke vlasti dolazi do romanizacije hrvatskog imena u oblik Šolta. Ipak, najveću ulogu za proširenje oblika Šolta ima Austro-Ugarska koja je mapirala jadransko područje u 19. stoljeću, koristeći talijanske toponime.
Na Šolti je osnovan malonogometni klub Maslinica koji redovito osvaja razne turnire i lige.

## Zemljopisni položaj
Šolta pripada skupini srednjodalmatinskih otoka. Smještena je između Brača na istoku, Hvara na jugoistoku i kopna na sjeveroistoku. Otok je odijeljen od kopna Splitskim kanalom, od Brača Splitskim vratima, a od Drvenika Velog Šoltanskim kanalom.

## Stanovništvo
Autohtono i većinsko stanovništvo otoka Šolte čine Hrvati.

## Naselja na otoku

### Naselja u unutrašnjosti
- Grohote
- Gornje Selo
- Srednje Selo
- Donje Selo

### Naselja uz more
- Stomorska
- Nečujam
- Rogač
- Maslinica

### Ribarska sela*
*naselja uz more koja nisu na popisu naseljenih mjesta otoka Šolte
- Gornja Krušica
- Donja Krušica

### Podmorske špilje
Poganica

## Nenaseljene uvale Šolte
- Šešula
- Poganica
- Podražanj
- Zaglav
- Tatinja
- Senjska
- Stračinska
- Livka

sajtija

## Šoltansko otočje
Na zapadnoj strani otoka, u blizini Maslinice, nalazi se sedam otočića: Balkun, Rudula, Grmej, Stipanska, Saskinja, Polebrnjak i hrid Kamičić.
Na najvećem među njima, a to je Stipanska, podignuta je u V-VI st. starokršćanska crkva s Benediktinskim samostanom od koga su do danas ostali znatni ostaci.

## Šoltanska polja
Šoltanska polja Gornje polje, Srednje polje i Donje polje, stoljećima hrane naraštaje Šoltana. 
Gornje polje smjestilo se sjeverno od Gornjeg Sela. 
U unutrašnjosti zapadnog dijela otoka prostire se oko 6 km dugo i do 2 km široko krško polje, Srednje polje i Donje polje čineći cjelinu jednog velikog polja od Grohota od Donjeg Sela. Danas se crveni zemlja crvenica, zelene se vinogradi autohtone sorte Dobričić, voćnjaci, maslinici s Oblicom i Levatinkom, vrtovi puni plodova. Idilu pogleda prekidaju fazani koji prelijeću iz vrta u vrt, a pjev ptica prekida kratko oglašavanje sove Čuvite.
U polju se nalaze prirodne akumulacijskve lokve i stari bunari s naplovom za skupljanje kiše. Ta dragocjena voda koristi se u sušna vremena za zalijevanje vrtova.
U sredini polja nalazi se crkva sv. Mihovila iz XIV./XV. st. U crkvi su sačuvane gotičke freske iz XIV. st. s prikazom Deisisa u apsidi i Sv. Mihovila u trijumfalnom luku. Crkva je restaurirana i dobila je zasluženo znak "baština".
- Gornje polje
- Srednje polje
- Donje polje

## Povijest
U 6. stoljeću Šolta je bila pribježište izbjeglicama iz Salone. Od 7. stoljeća dio je splitske komune.

### Šolta u Domovinskom ratu
Nakon osvajanja topničkih bitnica Jugoslavenske ratne mornarice (JRM), tijekom listopada 1991. uređeni su i posjednuti paljbeni položaji obalnog topništva na Šolti koji su ubrzo zatim djelovali u pomorskom Boju u Splitskom kanalu s početka Domovinskog rata. Bitka se odvila između snaga Hrvatske ratne mornarice (HRM) i znatno nadmoćnijih snaga JRM 14. i 15. studenog 1991. godine u Splitskom kanalu.

## Spomenici i znamenitosti

### Crkve na Šolti
- Sv. Nikole u Stomorskoj
- Bogorodice u Nečujmu
- Gospe od Bori u Gornjem Selu
- Sv. Ivan u Gornjem Selu
- Sv. Stjepan u Grohotama
- Gospa Lurdska u Grohotama
- Sv. Mihovil u polju kod Grohotama
- Sv. Martin u Donjem Selu
- Sv. Jelena u Donjem Selu
- Gospe Kadalore
- Sv. Tereze u Srednjem selu Rogaču[2]
- Sv. Nikole u Maslinici

### Lokaliteti i nalazi

#### Gradac
- prethistorijska gradina

#### Mirine zapadno od Donjeg Sela
- ostaci villae rusticae
- ostaci antičkih zidina kod D. Sela - lokalitet "Pod Mihovil"

#### Grohote
- poklopci antičkih sarkofaga pred Župnom crkvom
- dio antičkog sarkofaga u župnom dvoru
- krstionica bazilike i drugi ostaci
- ostaci starokršćanske bazilike
- starokršćanski sarkofag na starom polju
- kapelica u zidu

#### Rogač
- ostaci villae rusticae

#### Nečujam
- antički grob
- ruševine sv. Petra
- spomen kuća Marka Marulića

#### Stipanska
- ostaci starokršćanske bazilike

#### Gornje Selo
- ostaci kasnoantičke građevine
- poklopac antičkog sarkofaga lokalitet "Stomorija"

#### Sv. Jele
- starokršćanski sarkofag

#### Maslinica
- dvorac obitelji Marchi iz 1706. godine[3]

## Simbol
Simbol otoka je "čuvita" - Sova,  (lat. Otus scops). Sukladno simbolu, i stanovnike Šolte, Šoltane, zovu čuvitari. To je nekad bio pomalo pogrdan naziv, ali danas poprima čak pozitivna obilježja, štoviše, razne formalne i neformalne skupine sa Šolte i u svezi sa Šoltom uzimaju čuvitu u naziv i/ili za svoja obilježja.

## Poznate osobe
Eugen Buktenica rođen je u Grohotama 1914. godine. Pobudio je veliki interes u Hrvatskoj i inozemstvu. Njegovo slikarstvo izrazita je naiva. Privlače ga u prvom redu motiv i fabula. Na platnu želi fiksirati dio svog užeg zavičaja, otoka, sela. Motiv su mu i domaće životinje, kuće, lađe, težaci... Bukteničine slike privlače likovnom spontanošću, zapažanjem i maštovitošću. On je dakle, slikar ali i kroničar svog sela, svog otoka, svojih ljudi.
Marin Kalajzić kao drugi šoltanski slikar naive ima mnogo dodirnih točaka s Bukteničinim, kako motivima tako i tehnikom rada. Rođen je 1911 u Grohotama ali slikati počinje tek 1979. godine. Kalajzićeva osnovna težnja je što vjernije, što dokumentarnije prikazati neki objekt ili događaj. U novije vrijeme češće slika mrtve prirode, ribe i cvijeće.
Dinko Sule i ovaj slikar - naivac rođen je u Grohotama 1953. godine. Slikati počinje 1987. godine, a motivi njegovih ulja na platnu su karakteristični, škrti otočki krajolik, na kojima dominiraju kamen, južno raslinje i more. Pažnju mu podjednako zaokupljaju i ugođaj ribarskog doma ali i sam život ribara i težaka. Osim slikarstva bavi se i poezijom.
Vjekoslav Blaškov bio je hrv. sindikalni djelatnik, političar i novinar, član Hrvatske seljačke stranke. Od 1938. do 1941. godine je uređivao list Hrvatski radnik.

## Kultura
- Olinta (Šoltanski glazbeni zbor Olinta, osnovan 1921. g.)
- KUD Šolta, Gornje Selo
- Kazalište lutaka Naša djeca
- Satiričko glazbena udruga Redikuli, Stomorska
- Ženska klapa Čuvite
- Ženski zbor Škojić
- Šolta art

- Mjesni odbor (glazbena skupina)

## Udruge
- Ekološko - turistička udruga ŠOLTA, Maslinica
- Katolička udruga Lovret
- Likovna grupa i šoltanska kužina, O.Š. Grohote
- Lovačka udruga Šolta, Grohote
- Mala truba, Grohote
- Rusmarin, Stomorska
- Šoltanski trudi, Grohote
- Učenička zadruga Buharica
- Udruga Lanterna
- Udruga Šolta art
- Amatersko kazalište ¨Sulet¨

## Bratovštine
- Bratovština sv. Stjepana prvomučenika, iz 1561. g., Grohote
- Bratovština sv. Ivana Krstitelja, Gornje Selo
- Bratovština Blažene Djevice Marije od Očišćenja, Srednje Selo
- Bratovština sv. Martina (nekad Bratovština sv. Martina i sv. Jelene), Donje Selo
- Bratovština sv. Nikole, Stomorska
- Bratovština sv. Nikole, Maslinica

## Govor (dijalekt)
Svi govori otoka Šolte, izuzev govora Maslinice, dio su čakavskoga narječja, njegova južnočakavskoga dijalekta. Šoltanske je idiome moguće podijeliti na više grupa: prvoj pripadaju govori Donjega i Srednjega Sela koji su sačuvali niz konzervativnih jezičnih značajki. Drugoj skupini pripadaju govori Grohota i Rogača koji su ponešto inovativniji (zbog kontakta sa splitskim govorom), dok trećoj grupi pripadaju govori Gornjega Sela i dijelom Stomorske (koje karakterizira poseban, tzv. kanovački akcent). Zasebnu jedinicu čini govor naselja Maslinice koji je doseljenički štokavski govor, iako je danas poprimio i neke čakavske crte zbog čakavskoga susjedstva.
Čakavski su govori otoka Šolte do novijega vremena slabo istraženi i opisani. Prvo i jedino temeljitije istraživanje ovih govora proveo je Mate Hraste koncem 30-ih godina XX. stoljeća, kojega su rezultati objavljeni 1947. u studiji „Osobine govora otoka Šolte, Čiova, Drvenika i susjedne obale“. Početkom 60-ih godina Petar Šimunović proučavao je šoltansku onimiju, a dijalektološki je istražio govor Grohota te je 1987. objavio rad „Pristup jezičnoj i onomastičkoj problematici otoka Šolte“. Naselje Grohote jedini je čakavski punkt na Šolti čiji se govor istražio za Hrvatski dijalektološki atlas. Dobroslav Elezović objavio je članak „Nadimci mještana sela Grohote na otoku Šolti 1830-1960“. U novije su se doba toponomastičkim istraživanjem Šolte bavile Katarina Lozić Knezović, Marina Marasović-Alujević i Anđela Sočo. Posljednjih je godina Filip Galović na terenu sustavno dijalektološki istraživao šoltanske čakavske govore, na čemu je doktorirao 2015. godine.

## Zanimljivosti
U 4. stoljeću je car Dioklecijan koji je živio nedaleko u svojoj palači (današnjoj jezgri Splita) koristio najmanju uvalu Piškeru u Nečujmu kao svoj ribnjak. Zato mu je ime i danas Piškera, a ruševine su još uvijek tu, na dnu mora.

## Vanjske poveznice
- Turističke zajednice otoka Šolte  Arhivirana inačica izvorne stranice od 5. ožujka 2016. (Wayback Machine)